# アーネシの曲線

アーネシの曲線。c = 1（赤）、2（青）、3（緑）

アーネシの曲線（アーネシのきょくせん） (伊: la versiera di Agnesi, 英: witch of Agnesi) またはアーネシの魔女は直交座標における方程式
{\displaystyle y={\frac {c^{3}}{x^{2}+c^{2}}}}
すなわち {\displaystyle (x^{2}+c^{2})y-c^{3}=0} によって表される曲線である。迂池線とも称する。
18世紀イタリアの数学者マリア・ガエターナ・アニェージ（アーネシ）が研究したことからこの名がある。「魔女」というのはイタリア語の versiera（縄）の誤訳であって、意味はない。

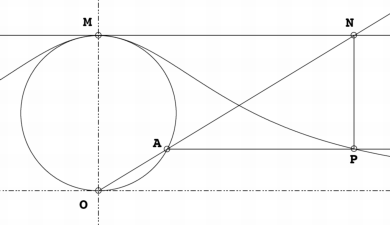
アーネシの曲線

原点 O と y 軸上の点 M を結ぶ線分を直径とする円がある。
原点 O から円上の点 A に直線 OA を引く。
直線 OA は M から x 軸と平行に引いた直線と、点 N で交わる。
点 N から線分 OM と平行な直線を引き、これが点 A から x 軸と平行に引いた直線と交わる点を P とする。
A の変化につれて P が描く軌跡が、アーネシの曲線である。

## 方程式

アーネシの曲線をアニメーションで表現したもの

円の半径を a とすると（c=2a）、曲線の方程式はこうなる。
{\displaystyle y={\frac {8a^{3}}{x^{2}+4a^{2}}}}
a = 1/2 のとき、この方程式は次のとおり単純になる。
{\displaystyle y={\frac {1}{x^{2}+1}}}
t による媒介変数表示によって、次式で表すこともできる：
{\displaystyle x=2at,\quad y={\frac {2a}{t^{2}+1}}}
{\displaystyle \theta \,} を OM と OA とのなす角（時計回り）とすると、曲線は次式でも表せる。
{\displaystyle x=2a\tan \theta ,\quad y=2a\cos ^{2}\theta }
{\displaystyle \theta \,} を x 軸と OA とのなす角（反時計回り）とすると、曲線は次式でも表せる。
{\displaystyle x=2a\cot \theta ,\quad y=2a\sin ^{2}\theta }

## 性質

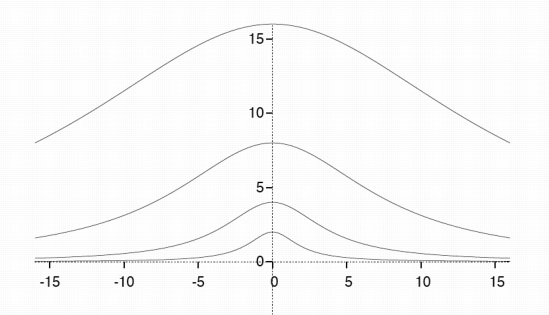
アーネシの曲線で a=1, a=2, a=4, a=8 としたグラフ

- y 軸に対して線対称であり、x 軸を漸近線とする。
- 変曲点は {\displaystyle \left(-{\frac {2a}{\sqrt {3}}},{\frac {3a}{2}}\right),\left({\frac {2a}{\sqrt {3}}},{\frac {3a}{2}}\right)} である。

- 曲線と x 軸との間の領域の面積は、元の円の面積の4倍（つまり {\displaystyle 4\pi a^{2}}）になる。
- 上の領域の重心は、(0, a/2) である（元の円の重心は (0, a) である）。
- 曲線と x 軸を y 軸の周りに回転させてできる立体の体積は、{\displaystyle 4\pi ^{2}a^{3}} である。

## 歴史
この曲線の性質については、ピエール・ド・フェルマー（1630年）、Guido Grandi（伊）（1703年）、マリア・ガエターナ・アニェージ（1748年）の研究が知られている。
イタリアではこの曲線は la versiera di Agnesi と呼ばれており、その英訳は the curve of Agnesi であるが、ケンブリッジ大学の教授 John Colson の誤訳によって、witch of Agnesi とも呼ばれる。
"The Witch of Agnesi" は Robert Spiller による創作小説。